# Józef Chełmoński
Józef Marian Chełmoński, född 7 november 1849 i Boczki nära Łowicz, död 6 april 1914 i Kuklówka Zarzeczna, var en polsk målare. Chełmoński, som var verksam i München, Paris och Warszawa, var en av de ledande polska realistiska målarna. Józefs bror var läkaren Adam Chełmoński.